# Інуктитут
Інуктитут (інук. ᐃᓄᒃᑎᑐᑦ), дослівно «подібний до інуїту») — назва канадських інуїтських діалектів. Інуктитутом розмовляють на всій території півночі Канади, у регіонах Ньюфаундленда і Лабрадора, Квебеку, Манітоби, Нунавуту,
Північно-західних територіях та арктичному узбережжі Юкону.
Інуктитут близький до гренландської мови, котра також належить до інуїтської групи ескімосько-алеутських мов.
Інуктитут має писемність на основі латинського алфавіту, а також складову писемність Е. Пека, створену у XIX ст.
Кількість носіїв мови — приблизно 30 000 осіб.

## Мови і діалекти
- Інувіалуктун (4 діалекти: сиглітун, інуїннактун, натсілінгміутут і ууммарміутун) — північно-західні території;
- Інуіннактун (мова), діалекти: натсілінгміутут, ківаллірмиутут, аивілінгміутут, Норт-Баффін і Саут-Баффін — нунавут;
- Нунавімміутітут (діалект) (схожий на Саут-Баффін) — нунавік (північна частина Квебеку, заселена ескімосами);
- Нунаціавумміутут (діалект) — нунаціавут (частина Лабрадору, заселена ескімосами).

Транскрипція (англ.)
Поширення діалектів інуктитуту